# Charley's Aunt (1941)
Charley's Aunt é um filme de comédia estadunidense dirigido por Archie Mayo e estrelado por Jack Benny e Kay Francis. Foi a terceira versão cinematográfica da farsa homônima de 1892 de Brandon Thomas. Foi lançado em 1 de agosto de 1941 pela 20th Century Fox.

## Elenco
- Jack Benny ...Babbs Babberly
- Kay Francis ...Donna Lucia d'Alvadorez
- James Ellison ...Jack Chesney
- Anne Baxter ...Amy Spettigue
- Edmund Gwenn ...Stephen Spettigue
- Laird Cregar ...Sir Francis Chesney
- Reginald Owen ...Redcliff
- Arleen Whelan ...Kitty Verdun
- Richard Haydn ...Charley Wyckham
- Ernest Cossart ...Brasset
- Morton Lowry ...Harley Stafford
- Will Stanton ...Mensageiro
- Lionel Pape ...Hilary Babberly
- C. Montague Shaw ...Professor Idoso
- Maurice Cass ...Professor Idoso
- Claud Allister ...espectador da partida de críquete
- William Austin ...espectador da partida de críquete
- Brandon Hurst ...treinador (sem créditos)